# Tipula (Vestiplex) proboscelongata
Tipula (Vestiplex) proboscelongata is een tweevleugelige uit de familie langpootmuggen (Tipulidae). De soort komt voor in het Palearctisch gebied.